# História da educação digital
A história digital da educação é uma abordagem da História da Educação que, a partir dos recursos digitais existentes, se utiliza de dados e softwares para coleta, organização, sistematização e leitura de fontes digitais ou digitalizadas. Para além de uma abordagem metodológica da pesquisa histórica no contexto digital, pode ser compreendido como um viês "epistêmico oportunize ao campo avanços nas discussões e análises", discutindo teoricamente sobre os aspectos da era digital e a produção historiográfica. Já a história da educação digital refere-se a uma abordagem historiográfica que investiga os percursos históricos da educação digital, em especial no contexto da virada digital, observada na década de 1990, com a comercialização da internet e dos computadores pessoais.   

## Campo da história da educação no Brasil
Enquanto componente curricular nos programas de ensino, a história da educação alcançou aderência primeiramente como disciplina no curso de Pedagogia, da qual é oriunda, sendo implementada posteriormente ao chamado curso normal superior e na licenciatura. Seu processo de consolidação no campo educacional brasileiro remonta ao início do século XX e se apoiou “[...]no tripé formado pelos elementos: ensino, pesquisa e formação do campo”.Na atualidade é entendida “como tendo completado o processo de formação do campo” e “consolidada e com perspectivas, ao menos aparentemente, bastante promissoras de desenvolvimento”.

## História da educação como disciplina
Os nexos entre a história da pedagogia e história da educação encontram referências na Europa do século XVIII.
A história da pedagogia fora marcada como “pesquisa elaborada por pessoas ligadas à escola, empenhadas na organização de uma instituição cada vez mais central na sociedade moderna”. Nascida como história ideologicamente orientada para formar técnicos e cidadãos, valorizava a continuidade dos princípios e ideais representados pela filosofia. “Tratava-se de uma história persuasiva por um lado e teoreticista por outro, sempre muito distante dos processos educativos reais referentes às diversas sociedades [...]”. 
Predominaram na Europa e nos Estados Unidos, entre a segunda metade do século XIX e meados do século XX, a escrita da história da pedagogia ancorada no estudo das ideias e sua sucessão histórica delineada pela filosofia. Entre os partidários dessa orientação: “Compayré na França, Jaeger na Alemanha, Cobberley e Dexter nos EUA” .Tal contexto contribuiu paulatinamente para mudanças na construção do conhecimento histórico que incidiu na aproximação entre a história da pedagogia e a ciência histórica. A partir dessa revolução historiográfica é instituído "[...]um modo radicalmente novo de fazer história dos eventos pedagógico-educativos, que rompeu com o modelo teoreticista, ideológico, continuísta do passado para dar vida a uma pesquisa mais problemática e pluralista, bastante diferenciada que pode ser definida como história da educação".
No decorrer dos anos 1950 a pesquisa em história da educação passou por intenso processo de renovação teórico-metodológica com o propósito de superação da chamada historiografia tradicional. A história da educação passa a abarcar as mudanças instituídas desde a década de 1920 com os historiadores da Escola dos Annales. Chega-se à década de 1970 com ampla renovação qualitativa em que os estudos voltados ao entendimento da vida sociocultural ganham espaço em detrimento das análises que privilegiavam os fatos políticos de tradição positivista e aspectos econômicos. Esse período marca a transição da história da pedagogia para uma articulada história da educação .
No contexto brasileiro, a instituição da história da educação como disciplina esteve associada à Escola Normal.  As reformas educacionais se constituem em marcos legislativos desse processo. Em Minais Gerais “[...] com o Regulamento que reorganizara as escolas normais do Estado, Decreto nº 2836 de maio de 1910, fora criada a cadeira História e Educação Moral e Cívica”.A reforma mineira de 1927 empreendida por Francisco Campos definiu que a formação do professor se daria através dos Cursos de Aplicação cuja estrutura curricular trazia como uma das disciplinas a “[...] História da Civilização, particularmente história dos métodos e processos de educação”.
No Rio de Janeiro, então capital republicana, a introdução da disciplina história da educação ocorreu em 1928 como parte da reforma da instrução promovida pelo educador Fernando de Azevedo.Na década de 1930, com a reforma do ensino no Distrito Federal (Rio de Janeiro) promovida por Anísio Teixeira, Decreto 3.810 de 19 de março de 1932, a história da educação figurava juntamente com a disciplina filosofia da educação. Na cidade de São Paulo, a reforma educacional, Decreto 5.846 de 21 de fevereiro de 1933, também promovida por Fernando de Azevedo, incluiu a história da educação no currículo das escolas normais .
A Lei Orgânica do Ensino Normal, Decreto Lei nº 8 530 de 2 de janeiro de 1946, que fixou normas e diretrizes para formação de professores nem território nacional, preconizava que no currículo houvesse a presença da disciplina história da educação. A primeira Lei de Diretrizes e Bases da Educação Nacional, Lei nº 4.024 de 20 de dezembro 1961, a Lei nº 5.692 de 11 de agosto 1971 e a LDBEN 9.394 de 20 de dezembro de 1996 mantiveram a história da educação como parte integrante do currículo de formação de professores.
Em nível superior, o Decreto Lei nº 1.190 de 4 de abril de 1939 instituiu o Curso de Pedagogia da Faculdade Nacional de Filosofia (FNFi) e incluiu a disciplina história e filosofia da educação. A expansão das Faculdades de Filosofia Ciências e Letras e dos cursos de pedagogia pelo país também asseguraram a presença do ensino da história da educação, hoje contemplando também os estudos de história da educação brasileira.
Instituída como disciplina a partir dos cursos de formação de professores na década de 1930, incialmente esteve apartada do campo da investigação histórica e secundarizada no campo da educação ao ser subordinada à filosofia, assim a história da educação teve seu campo configurado.Ao mesmo tempo, esse percurso de inclusão da história da educação como peça integrante da formação docente também coincidiu com seu processo de configuração como história das ideias pedagógicas, entendidas como “[...] uma espécie de legado moral da humanidade. Como decorrência, fundiam-se frequentemente os objetivos de ensino da História da Educação e Filosofia da Educação, prática de que são resíduos, ainda hoje” . 

### História da educação como pesquisa e formação do campo
Desde meados do século XIX, tratados sobre história da educação escritos por médicos, advogados, engenheiros, religiosos, educadores e historiadores circularam no país e no exterior, tendo como resultado um amplo horizonte de fontes documentais potentes nos estudos da história da educação, como documentos oficiais, séries legislativas, relatórios, projetos de Governo, discursos de autoridades políticas. Com o alargamento das possibilidades de análise documental a partir dos objetos de investigação, graças aos caminhos abertos pela história cultural, registros imagéticos, como fotografias, iconografia, como também, plantas arquitetônicas, imprensa pedagógica, cultura material escolar: arquivos escolares, diários de classe, cadernos de aluno, manuais escolares, programas de ensino, passaram por exemplo, a contribuir significativamente nas investigações no campo da  historiografia da educação.
Podem ser identificas três vertentes de escrita histórico-educacional na pesquisa e formação do campo em história da educação. 1 - A história da educação e o Instituto Histórico e Geográfico Brasileiro (IHGB) com autores e obras de história produzidas com o intento de erigir uma ideia de nação para o Brasil e tangenciando para a educação um esforço de levantamento e compilação de documentos oficiais  e memória sobre a instrução pública e privada no país. O primeiro livro de história dedicado à educação brasileira foi L’Instruction publique au Brasil: histoire et legislacion (1500-1889) de José Ricardo Pires de Almeida. 2 – A história da educação e as escolas normais com autores, obras e ações acopladas a um conjunto de reformas educacionais promovidas com o intento de modificar a educação nacional introduzindo os princípios da Escola Nova no Brasil. Tem por livro emblemático: A Cultura Brasileira, de Fernando de Azevedo publicada em 1943 pela Imprensa Nacional (Brasil). 3 – A história da educação e a escrita acadêmica com pesquisadores e obras resultantes de projetos de pesquisa vinculados às universidades e aos Programas de Pós-Graduação, estes criados a partir de fins dos anos 1960 e início de 1970.
Tornada marco fundador de um discurso na história da educação, a obra A Cultura Brasileira de Fernando de Azevedo adota duas estratégias: "a de ler o processo civilizatório brasileiro como uma luta incessante entre o velho e o novo e a de dar visibilidade apenas aos que, nessa luta operam a favor da modernização da educação, purgando o político pelo técnico-pedagógico".
Os anos 1950 e 1960 marcam o início da configuração do campo de pesquisa em história da educação embora não existissem nesse período cursos de pós-graduação. No Rio de Janeiro foi criado o Centro Brasileiro de Pesquisas Educacionais (CBPE) e em alguns Estados surgiram os Centros Regionais de Pesquisas Educacionais (CRPE) vinculados ao Instituto Nacional de Estudos Pedagógicos, na atualidade Instituto Nacional de Estudos e Pesquisas Educacionais Anísio Teixeira(INEP).
A partir da relação entre a Universidade de São Paulo (USP) e o Centro Regional de Pesquisas Educacionais de São Paulo (CRPE/SP) “algo como um projeto de construção de uma história da educação brasileira autônoma, apoiada em levantamentos documentais originais começa a se esboçar” (WARDE, 2000, p.93). Trata-se da ação do grupo formado pelos professores Laerte Ramos de Carvalho, Casemiro dos Reis Filho,Jorge Nagle, dentre outros.
Ao longo dos anos 1970 e 1980, já com os programas de pós-graduação em educação estruturados no país, como nas Pontifícias Universidades Católicas, do Rio de Janeiro e São Paulo, e na Universidade Estadual de Campinas (Unicamp), são privilegiadas as abordagens marxistas que passam por Louis Althusser e Antonio Gramsci . 
Nos anos 1980, com o surgimento das associações de pesquisa, a história da educação se aproximou do campo da história, especialmente após a formação do Grupo de Trabalho de história da educação da Associação Nacional de Pós-Graduação e Pesquisa em Educação (ANPEd) e da Associação Nacional de História (ANPUH).  Além das novas formas de interpretação da história da educação, considerável é o movimento de renovação das fontes para além dos documentos oficiais, agregando agora a cultura material, os testemunhos e a busca de fonte primária nos arquivos. À legislação do ensino agregam-se dentre outros novos objetos, biografias de professores e a história das instituições escolares enquanto temática da história da educação:  "surgiu um novo olhar historiográfico, com um sentido mais amplo, complexo e abrangente sobre os espaços sociais destinados à educação escolar, atribuindo muita importância às suas singularidades e particularidades".
Há então, no âmbito da pesquisa em história da educação, uma nova feição em que, nos anos 1990, o padrão é deslocado em múltiplas direções por uma pluralidade de estudos. É a revolução no âmbito da própria história dando origem à história cultural e se constituindo como novo paradigma para a pesquisa em história da educação. 
Nessa aproximação da história da educação à história é importante a concentração, hoje, de análises que se filiam à história cultural enquanto referencial teórico metodológico. Em expansão, mas, já expressiva, é a adesão também no Brasil a teóricos como E.P. Thompson,Roger Chartier, Carlo Ginzburg e Michel de Certeau, guardadas as nuances e diferenças entre estes. Por outro lado, este lugar de fronteira oportunizou articulações interdisciplinares com outras referências analíticas oriundas da filosofia, das ciências políticas e sociais, entre outras.
Nos anos 2000 ocorreram aproximações entre a história da educação e as novas tecnologias. A obra Arquivos, fontes e novas tecnologias: questões para a história da educação, organizada pelo professor Luciano Mendes de Faria Filho (2000), trouxe elementos para compreender tal relação. Sendo possível assim inferir que as tecnologias digitais ofertam ao campo da história da educação a apropriação de ferramentas contemporâneas no tratamento de fontes, passando cada vez mais a serem disponibilizadas em arquivos-digitais, tendo-se a exemplo, a base de dados intitulada Biblioteca Digital de História da Educação . Aos historiadores da educação a relevância da interação com as humanidades digitais parece se pronunciar como imprescindível a cada dia, articulando-se novos diálogo, demonstrando-se a vitalidade da história da educação enquanto campo de pesquisa ao abarcar novos objetos, sujeitos, práticas, fontes e referenciais teóricos – metodológicos.

## Novas tecnologias
As novas tecnologias ofereceram desafios ao campo da educação e aos pesquisadores de história da educação sendo necessário desenvolver esforços para se apropriar dos novos recursos oferecidos pelo ambiente digital.Dessa forma um léxico específico associado à era digital foi apropriado pelo campo educacional como tempo real e virtual, mundo eletrônico, hipertexto, multimodalidade, aulas remotas, tempo presente, cibercultura e ciberespaço. As sociedades em rede e as novas materialidades estabeleceram novas demandas em torno das teorias e das práticas docentes, das pesquisas e suas fontes, na manutenção e na preservação de documentos digitalizados ou nascidos digitais. 
O final da década de 1990 marca a criação do Grupo de Trabalho de História da Educação da Associação Nacional de Pós-Graduação e Pesquisa em Educação (ANPEd), em 1999, e o início dos debates sobre o impacto das novas tecnologias nas fontes e na documentação e na memória sobre a educação e o ensino (WERLE, 2000, p. 45). Posteriormente esse movimento se intensificou com os historiadores da educação fazendo uso de produção documental informatizada e utilizando ferramentas ou recursos da internet como o acervo da Hemeroteca Digital da Biblioteca Nacional do Brasil criada oficialmente em 2006 ensino.
O emprego dos suportes tecnológicos nas pesquisas da história da educação ampliou a reflexão sobre a sua dimensão e diálogo com outros campos disciplinares.Entre eles podem ser citados: a história do tempo presente; a história pública; categorias teórico-metodológicas em relação à disponibilização de documentação e fontes (recepção, seleção, preservação e descarte); a linguagem (Web semântica e metadados e suas diferentes interfaces e os debates sobre ética na história digital. Dentre as características teórico metodológicas, destaca-se a história oral que apresenta outras possibilidades de fontes digitais, para além das modalidades já conhecidas como o gravador, potencializadas pelos recursos da informática, como os softwares
Algumas questões recorrentes que pautam as reflexões acerca da história da educação e seu limiar para uma história da educação digital são primeiramente evidenciadas pelas fronteiras cada vez menos rígidas e se apresentando, conforme as novas tecnologias exigem, mais conectadas ou em redes. Dentre esses pontos podemos destacar que a história da educação digital leva em consideração o entendimento do que seriam fontes que nascem digitais, fontes que nascem digitalizadas, suportes,  instituições, das políticas públicas e o tratamento e análise dos dados. Estas questões interferem diretamente na cultura material e investigação historiográfica educativa, tanto na teoria quanto nas práticas docentes.
Os recortes oferecidos pela tecnologia da informação evidenciam fenômenos comunicacionais (na transição do analógico para o digital), e de espaço e tempo (entre real, virtual e remoto). Torna-se válido aprofundar as possibilidades e distinções no que seria suporte magnético, eletrônico, digital e virtual (como a educação a distância se diferencia do ensino remoto embora virtuais e com suportes tecnológicos), o envolvimento das instituições acerca dos centros de pesquisa e documentação, tanto em relação ao financiamento, quanto a aspectos materiais envolvendo equipamentos, instalações além de políticas de seleção, acesso e descarte. Ressalta-se ainda a necessidade de articulação e diálogo entre políticas de formação e conservação, inclusive de quadros técnicos das instituições e pesquisadores, agências de pesquisas, arquivos públicos e privados, iniciativas de conservação de patrimônio e memória. 
É preciso pensar que estreitando as relações das chamadas tecnologias da informação e comunicação com as ciências humanas, as humanidades digitais (digital humanities) intervêm e se alargam a partir do surgimento da sociedade da informação.  São estabelecidas possibilidades de problematizar a história da educação no âmbito da era digital, isto é, a história da educação digital, como uma construção e desdobramento das práticas e as novas relações entre o pesquisador e as suas fontes num movimento de virtualização e transição do analógico para o digital e também de distensão na relação de tempo e espaço. A produção de conhecimento científico na história da educação digital leva em consideração, para além dos impactos causados pela era digital com o acesso imediato de informações e o efeito Google nas práticas acadêmicas,  a compreensão de sua usabilidade e responsabilidade (inclusive no âmbito legal e ético). Sendo assim, é preciso considerar o funcionamento da sociedade da informação baseado na aplicação das novas tecnologias, a partir de redes, algoritmos e produção de dados que intervém na troca, processamento e divulgação de informações. 
As novas formas de ler e escrever no âmbito digital ou as próprias linguagens de programação, assim como um novo tempo e espaço, emergem para uma nova cultura, materialidade e possibilidades narrativas, não lineares, mas hipertextuais que potencializam interfaces e recursos de multimídia. A história da educação digital ressignifica possibilidades de narrativas históricas a partir de novas mídias e recursos, como uma escrita da história digital, as quais as fontes não são simplesmente digitalizadas de um formato físico para um arquivo eletrônico, mas são digitalmente ou digitais (born digital ou digitalizadas), advindas da Internet ou de uma memória digital.
Não é o acesso aos bancos de dados online, acervos digitais e o uso de computadores que tornam essas documentações fontes da história da educação digital, mas como as influências tecnológicas atuam sobre elas e ressiginificam suas implicações como objeto de estudo. A possibilidade de discutir o trabalho do historiador no tempo e espaço, ou na virtualidade do ciberespaço com as ferramentas digitais sugerem nas fontes novas práticas de operação histórica, investigações que promovem novos tratamentos de problemas históricos. Os historiadores do mundo digital atuam no tempo presente e em redes que intensificam a virtualidade e a desterritorilização em formato colaborativo.
No âmbito da história da educação digital, o esforço é voltado aos novos procedimentos investigativos para pensar a educação em pedagogias inovadoras e participativas em uma cultura material específica tanto no tratamento de fontes históricas, quanto no debate das práticas docentes a partir de novas dimensões, materialidade, conteúdo, forma, de tela, com novas funcionalidades e metodologias.

### História e historiografia digital
A emergência e a consolidação da sociedade da informação estabeleceram novas relações de produção, circulação, transmissão e apropriação de conteúdos.  Transformações estão centradas na premissa da “geração e de dispositivos de processamento/comunicação da informação, em um ciclo de realimentação cumulativo entre a inovação e seu uso”.Esse panorama também instituiu outras percepções de distâncias, fronteiras e temporalidades. A linearidade comunicacional foi suplantada pela fragmentação e multiplicação das redes relacionais. A popularização da internet estabeleceu novos arranjos e rearranjos da leitura centrados   na “interconexão das mensagens entre si, por meio de sua vinculação permanente com as comunidades virtuais em criação que lhe dão sentidos variados em uma renovação permanente”.Os vídeos gravados pelos celulares e compartilhados instantaneamente na rede contribuíram para novos modos de lidar com o passado e o presente. Os hiperlinks presentes nos textos eletrônicos permitem que os leitores compartilhem experiências de leituras diferenciadas das costumeiras realizadas, por exemplo, no livro de papel. Os clicks permitem leituras enviesadas, fragmentadas e múltiplas a partir de único texto.  Esse contexto encontrou consonância junto as novas possibilidades trazidas pelas Tecnologias de Informação e Comunicação (TICs) e, recentemente, pelas Tecnologias Digitais de Informação e Comunicação (TDICs). A possibilidade do armazenamento dos conteúdos em nuvens, os serviços de hospedagem de arquivos em larga escala trouxeram novos meios de construção da memória.
As demandas trazidas pela virada digital (digital turn) instituíram uma série de desafios aos diferentes campos do conhecimento. No âmbito das ciências humanas e sociais o termo humanidades digitais (digital humanities), embora ainda não se configure como categoria fechada, estabeleceu certos parâmetros teóricos e metodológicos para lidar com as tecnologias computacionais e informacionais, bem como com seus efeitos sobre as práticas investigativas.  Entre os principais desafios dos pesquisadores das humanidades está “a expansão de big data, conjuntos de dados grandes demais para serem analisados por formas tradicionais de pesquisa”.A estrutura múltipla e plural das redes informacionais também ressaltaram o caráter interdisciplinar e multidisciplinar dos estudos vinculados às humanidades digitais.Em consonância a tal cenário, os historiadores também se debruçaram sobre a relação entre a história, a produção historiográfica e a internet. Com o propósito de identificar os desafios que essa realidade traz, entre as décadas finais do século XX e início do século XXI, dois ramos da historiografia ganharam destaque: a história digital (digital history) e a storiografia digitale. A primeira tem a Itália como país de referência e está diretamente vinculada ao lançamento, em 2004, da obra La Storiografia Digitale organizada por Dario Ragazzini. A segunda tem os Estados Unidos como epicentro e o livro Digital History: A Guide to Gathering, Preserving, and Presenting the Past on the Web de Roy Rosenzweig e Daniel Cohen como referência inaugural. 
No cerne da relação entre a historiografia digital e o oficio do historiador ganha relevância o debate acerca das fontes históricas digitais. Torna-se preciso analisar de forma crítica como os historiadores lidam com as documentações originariamente impressas e que passam por processo de digitalização. Por exemplo, os repositórios digitais online de instituições públicas como o Arquivo Nacional e o Arquivo Público do Estado de São Paulo. No contexto da história da educação podem ser citadas iniciativas: S. E. Cultura Material Escolar da Universidade do Estado de Santa Catarina (Udesc) e o Museo de las Escuelas. Por outro lado, tem-se as fontes e os documentos produzidos em ambiente digital. Nesse sentido podem ser citados os conteúdos dos e-mails, dos blogs e das redes sociais. Como também podem ser mencionados os testemunhos orais e/ou imagéticos em circulação por meio de vídeos do YouTube ou entrevistas via podcast. As análises dessas fontes apontam para a necessidade de se refletir sobre os usos que os historiadores fazem dessa documentação presente na internet. Entre os aspectos necessários de serem analisados estão o suporte e a materialidade das fontes. Um documento cujo suporte original é o papel, quando é digitalizado ganha novos contextos que devem ser alvo da análise e de questionamentos por parte do historiador. Torna-se necessário que seja observada a relação existente entre as fontes históricas e os metadados.

### História pública digital
Em consonância à emergência da história digital e da história pública é instituída a chamada história pública digital (digital public history) ou história por meios digitais.O advento das tecnologias digitais estabeleceu novas vertentes na relação entre a história, o passado, os historiadores e o público em geral. No panorama digital, a escrita da história transpassa os círculos acadêmicos e passa a abarcar profissionais de outras áreas como o jornalismo. Por meio de biografias, canais de internet entre outras materialidades são produzidas leituras e releituras sobre o passado por indivíduos e grupos sociais que, em determinados contextos, estabelecem narrativas sem o rigor teórico-metodológico e as análises críticas necessárias ao fazer historiográfico.Dessa forma se abre espaço para fenômenos como o negacionismo histórico e o revisionismo histórico. Por outro lado, os historiadores também passaram a criar e a desenvolver espaços digitais com o propósito de ampliar a circulação e divulgação científica das pesquisas e conteúdos históricos produzidos na acadêmica e nos espaços escolares. Por exemplo: o portalCafé História. 
A história pública digital institui “questões epistemológicas juntamente com novas ferramentas criadas para responder por elas”.Os documentos e fontes antes restritos aos arquivos físicos passaram a poder ser acessados via sites e repositórios de internet. Por exemplo: o projeto "Memória do Mundo" da UNESCO.  Outro o aspecto considerado central desse campo da historiografia é a possibilidade da construção coletiva, colaborativa e compartilhada de uma "memória pública digital".

### Cultura digital
A cultura digital ou cibercultura é um movimento que compreende as relações sociais, comunicações e interações tecnológicas virtuais ou reais a partir dos meios digitais ou ainda do ciberespaço. São formas de relação desenvolvidas a partir das novas tecnologias de digitalização, navegação, memória, programação, linguagem, algoritmos, multimídia e interatividade. O acesso e uso destas novas tecnologias no cotidiano implica em sua apropriação e implicações como uma cultura digital do cotidiano.

### Materialidade digital
O advento de novos contextos virtuais, especialmente por conta da pandemia de  coronavírus, evidenciou uma urgência no trabalho em ambientes digitais e com materiais digitalizados. Para os professores e alunos diversas modalidades de ensino precisaram se adaptar às novas ferramentas, mas também a uma nova materialidade, a da tela, por exemplo. A familiaridade com a cultura da tela somada ao isolamento social nos fez refletir acerca das desigualdades sociais e seus impactos na atividade docente. As implicações trazidas pela nova materialidade digital, potencializam essa ideia de espaço constituído digitalmente, mas habitados por sujeitos históricos. 
Podemos pensar nesta materialidade como uma nova relação de espaço e tempo, na espacialidade enquanto compartilhamento (de lugares privados e públicos), e como estas narrativas assumem discursos específicos, mas também novas perspectivas acerca de análise de fontes e usos de ferramentas tecnológicas de forma colaborativa.  A reflexão sobre humanidades digitais e a sua cultura material se torna relevante no sentido dos aparatos que a compõem, e a tela e a informática como ferramentas de um trabalho intelectual. O arquivo digital, as fontes digitalizadas, o encadeamento de informação deduzível, o suporte da tela, isto é, o computador, a plataforma e o seu conteúdo compõem uma materialidade digital com suas especificidades. Esta materialidade é refletida em uma cultura digital, na produção de dados e metadados, além de um léxico específico já conhecido em nossos usos no universo da cibercultura: copiar e colar; navegar na internet, acessar links, dentre outros. 
Destaca-se a importância da materialidade do artefato, no caso, do rolo para o códex, até os dias de hoje, do livro para a tela, em suas relações na escrita e leitura. Ressalta-se que a chegada das novas tecnologias da informação alterou a técnica da produção de textos, o suporte da escrita e suas práticas de leituras. Sendo assim a noção de contexto e construção de sentido permite acompanharmos uma mutação do documento digital e o seu tratamento como produto cultural.A materialidade oferece elementos que configuram os limites do fazer humano,em dimensão, volume, isto é, interferem em como nos apropriamos dele e também os ressignificamos.
A cultura digital pensada a partir de sua materialidade na prática docente nos leva a refletir tanto na relação de espaço e tempo e seus discursos a partir de um ambiente virtual, seja como espaço de aula, seja para práticas pedagógicas em geral. E, o que nos leva a refletir sobre nossas escolhas como sujeitos que constituem uma performatividade desta materialidade a partir do uso de ferramentas que produzem uma realidade e de dados, informações e algoritmos que de certo modo são nossos rastros neste ambiente virtual, mas não menos social. 

## Ensino e práticas digitais
Aos poucos os microcomputadores chegaram na escola, e essa tendência foi se expandindo rapidamente. Embora, muitas das vezes visto como algo complementar, a parte da sala de aula, no laboratório de informática, se tornou ao passar dos anos uma ferramenta importante no processo de ensino e nas práticas cotidianas. 
Por muito tempo se acreditou que a introdução de tecnologias digitais nas escolas seria prejudicial, pois dispensaria, de certo modo, o papel do professor e distanciaria os educandos do objetivo principal da escola, ensinar. No entanto, de modo geral, os educandos e os professores, por estarem inseridos em uma cultura digital, foram aos poucos se apropriando do digital e das ferramentas digitais. 
Cultura digital, ensino e práticas digitais são termos que estão atreladas às novas perspectivas de conhecimento por inovações tecnológicas e que tem se mostrado um campo potente e vasto de possibilidades para discussão. Trata-se da “criação de uma outra cultura”, com outros referenciais. Diante disso é possível perceber como a cultura digital permeia também a cultura escolar, tanto na dimensão do ensino-aprendizagem, quanto nas práticas. As tecnologias oferecem de maneira mais eficiente o objetivo primário da escola, ensinar. O ensino e as práticas digitais, proporcionam ao aluno a possibilidade de mais dinâmicas nos seus mais diferentes aspectos tais como: relacionamento interpessoal entre pares, comunidade e família, e com os debates no âmbito social. Vale ressaltar que, embora se tenha ocorrido grandes avanços no uso do digital nas escolas e no processo de ensino-aprendizagem, a experiências das crianças e jovens com a tecnologia e o digital ocorre fora do contexto escolar.
Com a pandemia de COVID-19 em 2020 o uso pleno das tecnologias e do mundo digital se tornou necessário, em destaque na escola, pois com a suspensão temporária das aulas presenciais a solução possível foi adequar-se às aulas remotas. Para tanto, nesse processo foi necessário refletir como aprender e ensinar no contexto digital, as modificações nas práticas, formas e objetivos. Outra questão é que uma grande quantidade da população brasileira não tem acesso ao digital.